# Fler
A Napon jelentkező fler a naptevékenység egyik megjelenési formája: a naplégkör egy korlátozott részének hirtelen (percek alatti) erős kifényesedése a röntgentartományban és esetleg más hullámhosszokon, amit lassú (mintegy fél óra-óra alatti) elhalványulás követ.
Flerjelenség más csillagokon is megfigyelhető (csillagflerek), ez a szócikk azonban csak a Nap flerjeivel foglalkozik.
A fler szó az angol flare (erős fény, kifényesedés) magyarosan írt formája. Régebben olykor „flér”-nek is írták. A napkitörés kifejezést gyakran a fler szó magyar ekvivalensének tekintik; helyesebb azonban ezt a szót – az angol szakirodalom gyakorlatával és a flerek jellegzetességeivel összhangban – csak a leglátványosabb, ún. eruptív flerekre fenntartani, melyeket eruptív protuberancia és koronakidobódás is kísér.

## Megfigyelt jellemzők
A legtöbb fler a röntgentartományban figyelhető meg, a nagyobb flerek azonban a látható tartományban, a hidrogén {\displaystyle H_{\alpha }}-vonalának hullámhosszán készült felvételeken is ({\displaystyle H_{\alpha }}-flerek). A legnagyobb flerek pedig nagy ritkán minden speciális szűrő nélkül, a látható tartományban készült felvételeken is láthatók (fehér flerek). Flerek detektálhatók továbbá a mikrohullámú, ultraibolya és gammatartományban is. A rádiótartományban a flerekhez kapcsolódóan gyakran rádiókitörések észlelhetők. A flerek mindezek mellett töltött részecskék (elsősorban protonok és elektronok) forrásai, melyek egy irányított nyalábban hagyják el a Napot, így csak akkor detektálhatók, ha a megfigyelő a nyaláb útjába kerül (protonflerek).
A flerek gyakorisága a 11 éves napciklus során változik. A legtöbb és legnagyobb fler rendszerint 2-3 évvel a napfoltmaximum után figyelhető meg.

## A flerjelenség magyarázata
Elméleti meggondolások és hatalmas mennyiségű megfigyelési anyag támogatja azt az általános nézetet, hogy a flerjelenség oka a mágneses energia hirtelen felszabadulása a mágneses átkötődésnek nevezett folyamatban. Az átkötődés során a mágneses tér szerkezete leegyszerűsödik, energiája lecsökken. A felszabaduló energia a plazmában jelenlevő töltött részecskék (elektronok, protonok, atommagok) mozgási energiájává alakul, így az átkötődési pontból két átellenes részecskenyaláb indul ki. A felfelé tartó nyaláb, mint említettük, a Napot elhagyva a Földet is érintheti; a lefelé tartó nyaláb ugyanakkor a naplégkör mélyebb, sűrűbb rétegeibe csapódva és ott energiáját leadva azokat a rétegeket felfűti. A felforrósodott plazma hőmérséklete egyes esetekben elérheti a 30-40 millió kelvint. A felforrósodott plazmától ered a fler sugárzása a látható, ultraibolya és röntgentartományban. A nagyenergiás részecskenyalábok a környező nyugvó anyag részecskéivel ütközve gamma- valamint kemény röntgensugárzást bocsátanak ki, a mágneses tér hatására pedig mikrohullámú szinkrotronsugárzást.

## Földi hatások
A naptevékenységi jelenségek közül a koronakidobódások mellett a flereknek van közvetlen földi hatása. A közvetlen hatások a következők.
- Erős flerek idején jelentősen megnő a földi felsőlégkörben és bolygónk kozmikus környezetében a nagyenergiájú sugárzások erőssége. Ez elsősorban a röntgen- és gammasugárzásra vonatkozik, továbbá, ha a Föld a flerből kiinduló részecskenyaláb útjába esik, akkor a töltött részecskék (elsősorban protonok) áramára is. Ezek kárt okozhatnak egyes műholdakban és űrszondákban; a töltött részecskék továbbá egészségi kockázati tényezőt jelentenek pilóták és űrhajósok esetében.
- A flereket kísérő rádiókitörések, illetve a földi ionoszféra megvastagodása megzavarhatják a rádiós kommunikációt és a radarok működését.